# 大唇鬍鯰
大唇鬍鯰，為輻鰭魚綱鯰形目塘虱魚科的其中一種，分布於非洲尼日河流域，本魚頭部短而且在背部的輪廓中圓。眼相當大，額骨囪門非常小，後頭骨囪門小而橢圓形，齒板非常狹窄。胸棘結實的而且些微地彎曲，第二感覺管的開口沿著側線在身體上呈現不規則的白色斑點，背鰭軟條74-87枚，臀鰭軟條57-67枚，體長可達31.6公分，棲息在底層水域。

## 扩展阅读
維基物種上的相關：大唇鬍鯰